# Tajov, Banská Bystrica
Tajov este o comună slovacă, aflată în districtul Banská Bystrica din regiunea Banská Bystrica. Localitatea se află la altitudinea de 478 m deasupra n.m., se întinde pe o suprafață de 9,29 km2 și în 2017 număra 642 de locuitori.

## Istoric
Localitatea Tajov este atestată documentar din 1495.

## Demografie
| An:                | 1994 | 2004    | 2014    | 2024    |
| ------------------ | ---- | ------- | ------- | ------- |
| Număr de persoane: | 391  | 504     | 598     | 661     |
| Diferență:         |      | +28,90% | +18,65% | +10,53% |

| An:                | 2023 | 2024   |
| ------------------ | ---- | ------ |
| Număr de persoane: | 672  | 661    |
| Diferență:         |      | −1,63% |